# Euhemeryzm
Euhemeryzm – teoria, zgodnie z którą wyobrażenia bogów powstały w wyniku deifikacji wybitnych ludzi z przeszłości, np. władców, herosów.
Termin wywodzi się od Euhemera z Messany, autora poematu opisującego podróż po Oceanie Indyjskim, w trakcie której miał odkryć grobowce Zeusa i jego braci. W nowożytności odnowicielem tego poglądu był angielski religioznawca Herbert Spencer.